# Eleutherobia flava
Eleutherobia flava is een zachte koraalsoort uit de familie Alcyoniidae. De koraalsoort komt uit het geslacht Eleutherobia. Eleutherobia flava werd in 1912 voor het eerst wetenschappelijk beschreven door Nutting. 